# Kanton Mana
Kanton Mana (francouzsky Canton de Mana) byl francouzský kanton v departementu Francouzská Guyana v regionu Francouzská Guyana. Tvořily ho 2 obce. Zrušen byl po reformě kantonů 2014.

## Obce kantonu
- Awala-Yalimapo
- Mana